# Isabel Fonseca
Isabel Fonseca es una escritora estadounidense nacida en 1963 en Nueva York.
La menor de los cuatro hijos del escultor uruguayo Gonzalo Fonseca, estudió en la Universidad de Oxford y trabajó para diversas revistas y publicaciones. 
Se graduó en 1984 en Barnard College y trabajó para el suplemento literario del diario The Times, el Times Literary Supplement.
Escribió “Enterradme de Pie: La Odisea de los Gitanos” sobre la vida de los gitanos en Albania.
En el 2008 publicó su novela "Attachment" ("Vínculo").
Vive en Londres, residió brevemente en Uruguay, con el escritor Martin Amis con quien tiene dos hijas.
Es hermana de los pintores Caio Fonseca y Bruno Fonseca (1958-1994).